# Hydropsyche vanaca
Hydropsyche vanaca là một loài Trichoptera trong họ Hydropsychidae. Chúng phân bố ở miền Tân bắc.